# Yên Hưng, Yên Mô
Yên Hưng là một xã nằm ở trung tâm huyện Yên Mô, tỉnh Ninh Bình, Việt Nam.

## Địa lý
Xã Yên Hưng nằm ở trung tâm huyện Yên Mô, cách trung tâm thành phố Ninh Bình 19 km, có vị trí địa lý:
- Phía đông giáp thị trấn Yên Thịnh
- Phía nam giáp xã Yên Mỹ
- Phía tây giáp xã Yên Thành
- Phía bắc giáp thị trấn Yên Thịnh và xã Yên Hòa.

Xã Yên Hưng có diện tích 3,41 km², dân số năm 2019 là 4.187 người, mật độ dân số đạt 1.228 người/km².

## Hành chính
Xã Yên Hưng được chia thành 11 xóm.